# معهد العلوم التطبيقية في النمسا العليا
معهد النمسا العليا للعلوم التطبيقية هو معهد للعلوم التطبيقية تأسس في منتصف عام 1993 ولديه حاليًا فروع في أربعة مواقع في مقاطعة النمسا العليا ( Hagenberg و Linz وSteyr وWels ). في العام الدراسي 2020/2019 ، تم تسجيل 5،839 طالبًا وطالبة وكان هناك ما مجموعه 68 دورة ، منها 31 دورة بكالوريوس و 37 ماجستير.
1. ↑   https://eua.eu/about/member-directory.html. اطلع عليه بتاريخ 2019-07-16. {{استشهاد ويب}}: |url= بحاجة لعنوان (مساعدة) والوسيط |title= غير موجود أو فارغ (من ويكي بيانات) (مساعدة)